# Audi PB18 e-tron
Audi PB18 e-tron, fue un prototipo de automóvil superdeportivo eléctrico de dos puertas diseñado y construido por Audi Sport GmbH. El prefijo PB18 hace referencia a la Concurso Pebble Beach de 2018 en Monterrey, California donde fue presentado por primera vez. En enero de 2019 Audi confirmó que cincuenta (50) ejemplares llegarían a producción en los próximos dos años.